# 敬語
敬語（けいご、英: honorifics）とは、主体（話し手や書き手など）と、その相手（聞き手や読み手など）および話題中の人物との間の社会的関係（親疎、権力の大小など）や、相手への配慮・敬意を表す言語表現である。ポライトネスを実現する手段の一つであり、狭義には文法体系として組み込まれているものを指すが、広義には敬称などの語彙的表現を含む場合もある。

## 概要
言語体系や言語行動の全般にわたって敬語表現が発達している言語は、世界でも少数である。日本語では、文化審議会の「敬語の指針」において、尊敬語、謙譲語I、謙譲語II、丁寧語、美化語の5種類に分類されている。従来、敬語は尊敬語（相手を高める）、謙譲語（自分がへりくだる）、丁寧語（です・ます）の3種類からなるとされてきた。しかし、2007年の文化審議会答申『敬語の指針』では、謙譲語をIとIIの2種に分け、さらに「お茶」の「お」や「御（ご）」のような美化語も敬語の一種と見なした。一般的には、尊敬語と謙譲語のみが敬語として認識されることが多い。
英語の言語学において、honorific（略: HON）とは、会話の参加者間の相対的な社会的地位を示す、文法的あるいは形態統語論的な形式を指す。敬語は、単なる敬称とは異なり、形式性（FORM）、社会的距離、丁寧さ（POL）、謙虚さ（HBL）、敬意などを、特定の語彙、接辞、クリティック、格、あるいは人称・数の一致といった形態を通じて表現する。敬語体系の重要な機能は、例えばブラウンとレビンソンがよく引用する例のように、「スープが熱い」というようなありふれた内容の伝達であっても、会話の参加者の誰かに敬意を払う形で述べることができる点にある。
敬語は主に、その敬意が誰の社会的地位を表すかに応じて、以下の3種類に分類される。
- 聞き手（対者敬語：speaker-addressee honorifics）
- 話題中の人物（素材敬語：speaker-referent honorifics）
- 傍観者（傍観者敬語：speaker-bystander honorifics）

対人敬語は、話題の内容に関わらず、聞き手の社会的地位を表す。例えば、ある言語では聞き手の地位に応じて「家」を指す3つの異なる単語を使い分ける場合がある。素材敬語は、話題になっている人物の地位を表す。この種の敬語では、敬語表現が指し示す対象（話題の人物）と、その社会的地位が示される対象は同一である。この例として、多くのインド・ヨーロッパ語に見られるT-V区分が挙げられる。これは、話し手と聞き手の相対的な社会的地位に基づき、異なる二人称代名詞（例: フランス語のtuとvous）が選択されるものである（この場合、聞き手は同時に素材でもある）。
4番目の類型として、状況敬語（speaker-situation honorifics）は、会話の参加者や傍観者の地位ではなく、会話が行われる状況や場面に関連する。その典型例がダイグロシアであり、より高い形式性が求められる状況では言語の高位の変種が、よりくだけた状況では低位の変種が用いられる。

## 敬意・敬遠の対象
言語類型論において、敬語は敬意（または敬遠）の対象に応じて「素材敬語」(referent honorifics)、「対者敬語」(addressee honorifics)、「傍観者敬語」(bystander honorifics) の3つに分類されている。

### 話題中の人物（素材敬語）
| 敬称       | 英語の Mr. や日本語の「様」など、固有名詞とともに用いられるもので、様々な言語に見られる。 |
| 敬称代名詞 | ジャワ語に見られる特別な代名詞や、単数の代わりに複数を用いたり、代名詞を用いずに称号や親族名称を代用したりする方法などがある。 日本語の場合、人称代名詞が固定されている英語(I/you)や中国語（你/我)などと異なり、一人称や二人称は「私/あなた」以外にも無数に選択可能であるため、人称の選択自体が敬語表現の一部と言える。 例えば、日本語の二人称「貴様」は、明治時代以前は相手への尊敬を込めた言葉であったが、後に侮蔑の意味で使われるようになり、現代では尊敬表現とは見なされない。 |
| 名詞尊敬語 | 名詞が指し示す人物や、その人物の持ち主などへの敬意を表す名詞。日本語には「父上」や「貴社」などが豊富に存在するが、他の言語では珍しい。 |
| 動詞尊敬語 | 動詞の主語（動作主）に対する敬意を表す表現。日本語、朝鮮語、チベット語などに見られる尊敬の接辞や補充形のほか、日本語の尊敬の動名詞（例：「そんなことはないとお考えの皆さん」）や尊敬の形容詞（例：「お美しい」「お綺麗だ」）などがある。 |

尊敬語に対応する謙譲語を持つ言語もある。タイ語や朝鮮語、日本語における謙譲の一人称代名詞や動詞の謙譲語などがその例である。尊敬語と謙譲語が同時に用いられることもあり、その場合、動詞の主語と目的語が同時に敬意の対象となる。

### 聞き手（対者敬語）
敬称の二人称代名詞は素材敬語であると同時に対者敬語でもある。その他に、聞き手への敬意を表す形式として以下のようなものがある。
| 呼掛け語 | 英語の sir/ma'am など。                                                              |
| 小辞     | タガログ語の po、タイ語の kha/khrap など。                                           |
| 接辞     | 日本語の「ます」など。                                                               |
| 活用     | バスク語の聞き手活用。敬称を用いる聞き手と親称を用いる聞き手で異なる活用形を用いる。 |

### その場にいる人（回避体）
会話が聞こえる範囲に「タブー」とされる親族や上位者がいる場合に用いられる表現。「義母語」や「義兄語」などが知られる。例えば、オーストラリアのジルバル語には、異性の義理の親などタブーとされる親族がいる場所で用いるための特別な言語スタイルが存在する。
これは回避言語（アボイダンス・スピーチ）または「義母語」とも呼ばれ、姻戚関係におけるタブーが存在する特定の親族が近くにいる場合に、話し手が通常とは異なる話し方に切り替えるもので、傍観者敬語の最も一般的な例である。この種の言語は通常、元となる標準語と同じ音韻論および文法構造を持つが、語彙数がより少ない点に特徴がある。こうした回避言語は、主にディルバル語のようなオーストラリア先住民の言語に見られるが、ナバホ語を含むネイティブアメリカンの言語や、ズールー語を含むバントゥー諸語でも報告されている。
ジルバル語には、Jalnguyと呼ばれる特殊な回避言語スタイルがあり、話し手の義母がいる場面で用いられる。この言語は、日常のスタイルと同じ音韻論と文法を持つが、タブーとされる親族がいる状況下では、語彙素がほぼ完全に置き換えられる。この特殊な語彙は日常語よりも語彙素が少なく、例えば、日常語では無関係の他動詞および自動詞の語根が用いられる場面で、回避言語では他動詞の語根のみを用いる、といった特徴がある。このような言葉を使い分けることで、話し手は社会的な関係性の違いを示している。
オーストラリアの伝統的なアボリジニ言語であるグーグ・イミディル語では、タブーとされる義理の親がいる場合に、敬意を表すために特別な回避語彙が使用される。話し手は、義母と話すことを完全に禁じられるか、あるいは義理の親に対して「回避言語」を使わなければならない。この義理の親に対する言葉には、通常のグーグ・イミディル語の単語を置き換える特別な単語が含まれており、話し手は性的な事柄や身体的行為に言及するような言葉を避けなければならない。したがって、この回避言語は、義理の親と話し手との間の社会的な距離を示す指標となり、グーグ・イミディル社会における適切な社会的行動を反映している。例えば、タブーとされるため、姑の体に触れたり、じっと見たり、冗談を言ったり、その前で悪態をついたりすることは避けられる。  
モートロック語では、性別に基づいた回避言語が用いられる。モートロック文化には、男性のみが漁に行くことを許される、女性は男性の前で姿勢を低くするなど、異性と交流する際に多くの制限や規則があり、回避言語もその一つである。この性別で制限された語彙は、同性の人と話すときにのみ使用でき、男性の場合はこれをカプセン・リーファラング（調理小屋の言葉）と呼ぶことがある。

## 敬語の国際比較
日本語などでは複雑に体系化されているが、ヨーロッパの近代語では日本語ほど体系的には使われていない。
ヨーロッパの近代語に敬語が存在するかどうかは、敬語の定義による。敬語を広く「人物間の上下関係や親疎関係を反映した言語表現」と定義すれば、ヨーロッパ近代語にも以下のような例が見られる。英語で丁寧な命令文に "please" を付ける例、学校で生徒が教師に、軍隊で兵士が上官に応答する際に文末に "sir/ma'am" を付ける例、二人称代名詞の敬称などが存在する。英語の二人称代名詞である "you" も、元々は敬称であった。英語話者が、家族や親しい友人に対しても常に、本来敬称であった "you" のみを使うようになった結果、"you" は敬称としての意味を失い、親称であった "thou" は廃れていった。
日本語のような尊敬語・謙譲語という分類で言えば、英語には存在しない。それは英語に形容動詞やサ行変格活用が存在しないのと同じである。
親称である "thou" は、キリスト教における神への呼びかけ、散文、説教、あるいは方言的に親が子に対して、または親しい者同士で用いられる。
ドイツ語でキリスト教の神に対して敬称の "Sie" ではなく親称の "du" を使うのは、神が身近な存在であるからだと考えられる。この場合、親しみと尊敬は両立しうる。
対照的に、日本語の敬語は、親しみが薄い場合に用いられる表現という側面も持つ。
ペルシャ語は、非公式な "to" と公式な "shomâ" という代名詞を持ち、T-Vの区別に適合する。"shomâ" は現代ペルシャ語で二人称複数にも単数にも用いられるが、元々は古代アヴェスター語の "shê-Va" に由来する。"Va" あるいは "Ve" は二人称単数のより丁寧な形として、また二人称複数としても使われていた。したがって、"shê-Va" という言葉は、二人称男性単数の丁寧な形、および二人称男性複数の両方を指すために用いられていた。

### 西欧言語
西欧の言語では、フランス語のvous (vouvoyer)、イタリア語のLei (dare del lei)、ドイツ語のSie (siezen) のように、それぞれ異なる数・人称の代名詞を用いることで敬意を表す（vousは二人称複数形、Leiは三人称単数女性形、Sieは三人称複数形）。敬称を用いない親しい間柄の場合は、フランス語のtu (tutoyer)、イタリア語のtu (dare del tu)、ドイツ語のdu (duzen) といった二人称単数形になる。代名詞が変わることにより、動詞の活用もそれに準じて変化する。
英語では、概要で述べたように、かつては二人称単数形の "thou" と二人称複数形の "you" が存在したが、現在は二人称にはすべて "you" を用いる。そのため動詞の活用による敬称と親称の区別はないが、言い回しを変えたり直接的な表現を避けたりすることによる丁寧な表現は存在する。したがって、その場にふさわしい丁寧な話し方をするには、抑揚や態度、話の運び方まで含めた総合的な配慮が重要となる。日本語の尊敬語・謙譲語・丁寧語のように単純化・形式化された分類だけで対応できるものではなく、習得は容易ではない。
現代英語には敬語の文法体系がない。改まった場面かくだけた場面かという区別は、使用域（レジスタ）、語彙選択、口調、修辞的方略といった手段によって表現される。これに対し、かつての中英語には、二人称単数代名詞の親称 "thou" と、二人称複数代名詞の "ye"（後に "you" となる）の使い分けが存在した。後者は、聞き手の数に関わらず、敬意を示すためにあらゆる場面で用いられるようになった。
"thou" およびそれに関連する形は現在では使われなくなり、古風なものと見なされるが、時代劇の台詞などでよく使用される。また、特にヨークシャーの一部の地域、特に高齢者や農村部の人々の間では、方言として残っている。"Ye" は、ニューファンドランドのような北アメリカの東海岸の一部地域でまだ使われることがあるという。
ドイツ語では、敬称は "Sie"、親称は "du" である。
T-Vの区別は、敬語スピーチの一般的なシステムの一つである。二人称代名詞 "tu" と "vos" をそれぞれ表す "T形" と "V形" という用語は、ブラウンとギルマンによって導入された。ラテン語の "tu" は単数形のT形を指し、"vos" はV形を指す。V形は通常複数形である。"Tu" は非公式な場面で用いられるのに対し、"vos" は丁寧さや形式性を表すために使われる。T-Vの区別は、後述するように、ペルシャ語、ポルトガル語、ポーランド語、ロシア語を含む多くのインド・ヨーロッパ語族の特徴となっている。 
ブラジルポルトガル語では、代名詞 tu（非公式）と você（より公式）はT-Vパターンにうまく適合しているが、その使用法は地域によって大きく異なる。例えば、ブラジルのほとんどの地域では tu は使われない。一方、北部のマランハオ州や南部では使用されている。三人称で相手に直接呼びかける o senhor（男性へ、文字通り「旦那様」）と a senhora（女性へ、「奥様」）は、非常に丁寧な表現であり、権威ある人物、顧客、年長者など、改まった対応が求められる際に必ず使用される。
ポーランド語の敬語は、日本語や朝鮮語と比較すると、文法的・語彙的な丁寧さの仕組みは単純である。この敬語体系は、親称（T）と敬称（V）の2つの基本レベルに分けられる。
- ty：二人称単数、非公式
- on（男性）/ ona（女性）：三人称単数、非公式（中性の ono もあるが、幼児以外の人を指すのには用いない）
- wy：二人称複数、非公式
- oni（男性または男女混合の集団）/ one（女性の集団）：三人称複数
- pan（男性）/ pani（女性）：二人称および三人称単数、公式
- panowie（男性）/ panie（女性）/ państwo（男女混合）：二人称および三人称複数、公式

未婚女性に panna を用いる場合や、姓に異なる接尾辞を付けることもあるが、これらは時代遅れで、尊大に聞こえることもある。名だけで呼ぶこともよくあるが（例：同僚間）、必ずしも日本語のように親密さを示すわけではない。姓だけで呼ぶのは非常に稀で、学校の生徒や軍隊での呼称に限られる。また、"pan/pani" を姓と一緒につけて呼びかけるのは、かなり無礼とされる。注意を引く際は "proszę Pana / Pani" という形が好まれる。"pan/pani" は名や称号の前に付けて使うことができる。
- Pan Karol：カロルさん（Mr. Karol）
- Pani Kowalska：コヴァルスカさん（Mrs. Kowalska）
- Pani Anna：アンナさん（Mrs./Ms. Anna）

これらの用法は、親称の ty / on / ona を使うよりは丁寧だが、特に二人称で使うと、ある程度の親密さを示唆する場合がある。名に敬称を付けるのは馴れ馴れしいと見なされ、失礼になることがある。姓に敬称を付けて二人称で呼びかけるのも、同様に失礼と見なされる。注意を引く際には、"proszę pana" や "proszę pani" が好まれる（英語の "sir" の用法に似る）。
さらに、敬語にはより丁寧な形式があり、接頭辞の pan または pani と職業上の肩書を組み合わせた「複合」代名詞が含まれる。以下はその例である（男性/女性）。
- Pan minister / Pani minister：大臣
- Pan dyrektor / Pani dyrektor：部長、監督
- Pan kierowca / Pani kierowca：運転手
- Pan doktor / Pani doktor：博士、医師

スピーカーが自分を謙虚にし、宛先をより高いランクまたはステータスにするため、これらの肩書がより正式なものである。これらは名前（姓または両方の名前のみ）とともに使用することもできうるが、それは非常に形式的であり、直接の会話ではほとんど使用されない。一部の肩書（例： doktor 、 profesor ）の場合、 パン / パニをドロップすると、形式は落ちるが、それでも丁寧な物言いになる。上記とは異なり、これは名前の前（ほとんど常に最後）にも使用できうるが、二人称ではめったに使用されない。 proszę pana ministra （「大臣、先生」と翻訳可能）などのpan / paniフレーズは、あまり一般的ではないが、注意を喚起するためにも使用できる。フレーズにいくつかのタイトルを付けてパン / パニをドロップすることもできるが、あまり一般的ではなく、不適切な場合もある。 
これらの肩書は、話し手が自身をへりくだり、聞き手をより高い地位にある者として扱うため、より丁寧な表現となる。これらは名前（姓のみ、または姓名）とともに使うこともできるが、非常に形式的で、直接の会話ではほとんど使われない。一部の肩書（例: doktor, profesor）では、pan / pani を省略すると丁寧さは少し下がるが、依然として敬意のある言い方になる。
歴史的要因もポーランド語の敬語の形成に大きな役割を果たした。ポーランド貴族の歴史はポーランドの丁寧さの源泉であり、敬称の男性代名詞 pan（女性形は pani）が古語で「主」を意味したことからもそれがうかがえる。聖職者（ksiądz）や看護師（siostra）のような特定の職業にも特別な呼称が使われる。親しいT形は、子供、親、学生、兵士、若者の間で相互に使われる場合は中立的である。
ロシア語話者は通常、非公式な二人称単数代名詞（ty）と公式な複数形（vy）をいつ使うべきかを理解している。非公式な呼びかけの実践は týkan'e、公式で丁寧な呼びかけの実践は výkan'e と呼ばれる。
ロシア貴族に対する言語と文化の影響から、vy による呼びかけの起源はローマ帝国とフランスにあることが示唆されている。当初、ty は年齢や社会的地位に関わらず、任意の個人や物事を指すために使われていた。後に vy が複数の人や物を指すために使われるようになった。外国との接触を経て、二人称複数代名詞は敬意と形式性を示すという別の機能を獲得し、貴族、すなわちより高い社会的地位と権力を持つ人々に呼びかけるために使われるようになった。
別の説では、ロシアでは皇帝が最初に vy の複数形を自身を指すために採用したとされる。皇帝は国民の代表であるため、複数と見なされた。同様に、皇帝は「私と私の民」を表すために my（私たち）を用いて自身に言及することもあった。この用法は宮廷から中流・下層階級へと徐々に広まっていった。
しかし、若い世代や教育水準の低い人々は、無礼を意図することなくお互いに ty を用いて呼びかけていた。vy による呼びかけに慣れている一部のロシア人は、ty と vy の形式を区別しない人々を、無教養で攻撃的、非文化的だと見なすことがあった。これらのことから、単数形と複数形の両方で vy を使用することはロシアで生まれた革新ではなく、ラテン語の歴史的・政治的発展に触れたことによるものだと結論付けられる。vy の使用はロシア全土に急速には広まらず、その用法が世俗文学でより顕著になる18世紀まで一貫していなかった。

### 現代ナワトル語
中央メキシコの農村地域で話されるナワトル語は、社会的距離と敬意を表すために敬語体系を利用している。メキシコのプエブラ州とトラスカラ州のマリンチェ火山地域で話されるナワトル方言の敬語は、4つのレベルに分けられる。
レベルIは「親密、または目下」、レベルIIは「中立、社会的に距離がある」または「親密な者同士の敬意」、レベルIIIは「高貴、または崇敬」、レベルIVは「コンパドラスゴ（擬似的な親族関係）、または社会的に最大限の距離」を示す。
レベルIは通常、同年代ではない仲間や親族以外の人々の間で使われ、聞き手や動詞に特別な標識はない。レベルIIは動詞の接頭辞 on- で示され、親しい間柄で使われる。一部の話者は、一人の聞き手に対してレベルIとレベルIIを使い分けることが観察されており、両レベルの使用はある程度の敬意を示すか、聞き手を目下扱いしないものと考えられている。レベルIIIは接頭辞 on-、再帰接頭辞 mo-、および動詞語幹に基づく適切な他動詞接尾辞によって示され、さらに敬称接尾辞 -tzinōa で標示することもできる。最後に、レベルIVは通常、儀式的な親族関係（例：親と代父母）を共有する人々の間で使われる。レベルIVは接頭辞 ma によって示され、もう一つの重要な特徴は、レベルIからIIIまでが二人称を用いるのに対し、レベルIVでは聞き手を三人称で扱うことである。この三人称形式の使用により、最大限の社会的距離が表現される。

### モートロック語
モートロック語は、主にミクロネシアのモートロック諸島で話されるオーストロネシア語である。モートロック文化には samwool と呼ばれる首長の階級があり、これらの首長や地位の高い人に話すときは、敬意を伝えるために敬語（モートロック語で kapaspwéteete または kapasamáfel）を使用する必要がある。モートロック語には、通常の言葉と敬意のこもった言葉（敬語）という、2段階の話し方しかない。地位の高い人と話すときは敬語が、同等またはそれ以下の地位の人と話すときは通常の言葉が使われる。この違いの一例として「眠る」という単語があり、通常の言葉では maúr、敬語では saipash となる敬語に加え、会議や集会で使われる tiirou または fairo と呼ばれる公式な挨拶がある。英語の「こんばんは」「お会いできてうれしいです」といった公式な挨拶が言葉だけでなくジェスチャーも伴うように、tiirou や fairo も言葉とジェスチャーの組み合わせで示される。これは英語で言えば、握手をしながら「はじめまして」と言うようなものである。

### ジャワ語
ジャワ語の発話レベル（スピーチ・レベル）は、日本語の敬語ほど発達しておらず複雑ではないものの、ジャワにおけるエチケットの複雑かつ微妙な側面の一つである。このエチケットは話術だけでなく、英語や西洋のテーブルマナーの習得も含まれうる。 
Wolfowitzによれば、「この体系は、意味的には等価であるがスタイル的には対照的で、厳密にランク付けされた、あるいはスタイル分けされた形態素のセットに基づいている」重要なのは、人の所有物、属性、状態、行動を指す、敬意を表す語彙である。このことに関するジャワ人の認識は、あるジャワ人の老人に関するエリントンの逸話によって要約されている。
ジャワ語のスピーチには階層があり、以下の3つのレベルに大別される。
- Ngoko：日常的な話し言葉。
- Krama：丁寧でフォーマルなスタイル。Krama はさらに2つに分類される。
  - Krama Madya：準丁寧体。
  - Krama Inggil：最高敬語体。

"Krama" は [krɔmɔ] と発音される。
これらのカテゴリはすべて、年齢、ランク、親族関係、そして「親密さ」によって使い分けられる。話し手が相手の年齢やランクについて不確かな場合、Krama Inggil から始め、状況に応じて徐々にレベルを下げていく。Krama は通常、両親や教師から学び、Ngoko は幼い頃に仲間との交流を通じて学ぶ。 
ジャワの女性は、子供を含む他者の前では、夫に対して敬意を込めて話すことが期待される。こうした発話パターンは、見合い結婚が一般的な地域や、夫が妻よりかなり年上である家庭で特に顕著である。夫は妻をファーストネームや愛称、あるいは「妹」を意味する dhik などで呼ぶが、妻は夫を「兄」を意味する mas と呼ぶのが一般的である。上流階級の家庭では、子供は両親に対して Krama Inggil で話すことが期待されるが、社会階層が下がるにつれて、その習慣はあまり徹底されなくなる。現代の労働者階級では、祖父母が子供たちに正しい言葉遣いを教える役割を担うことがある。女性は、家庭内における言語と文化の管理者と見なされている。

### 朝鮮語
朝鮮語にも日本語と同様に、尊敬語・謙譲語・丁寧語の3種類が用言の文法範疇として存在する。朝鮮語の敬語会話は、主語への敬意、目的語への敬意、および様々なスピーチレベル（対者敬語）の組み合わせからなる。これら3つの要素の用い方によって、話し手と聞き手、そして話題の人物との関係性が多角的に示される。朝鮮語の敬語は、名詞、形容詞、動詞に追加でき、敬称形式の呼称も使用できる。朝鮮語の代名詞は省略されたり、フォーマルな形式、親密な形式、または謙虚な形式で使用される。朝鮮語には7つのスピーチレベル（一部は古風な表現）があり、それぞれに特有の動詞語尾を用いることで、聞き手に対する丁寧さや格式の度合いを表現する。
ただ、違いも存在する。日本語では、相手が目上かどうかに加え、社内か社外かといった関係性や親しみの度合いも敬語使用に影響する。これに対し、朝鮮語では親しみの有無よりも、相手が目上かどうか、そして年齢が大きく影響する。実際、日本では生徒が教師と親しくなれば、私的な場で敬語を使わないことも少なくないが、韓国では生徒は教師に無条件に敬語を使う。
現代の韓国と北朝鮮では、非常に親しい場合を除き、相手の生まれた年が自分より1歳でも上か、同じか、下かに応じて敬語を使うかどうかが決まる傾向がある。しかし、一部では、わずかな年齢差で敬語使用を区別することに不合理さを感じ、年齢差よりも親密さに応じて使い分けるべきだという動きもあるが、その影響力はまだ小さい。そして、敬語の使用とは無関係に、生まれた年が1年でも違えば、いくら親しくても互いを「友達」とは見なさない文化がある。しばしば、この慣習は韓国と北朝鮮が日本より儒教の影響を強く受けたためだとされるが、事実ではない。李氏朝鮮時代までは、朝鮮半島では現代ほど厳しく年齢を問わず、多少の年齢差があっても友人となる文化があった。現代の韓国と北朝鮮における年齢序列の慣習は、日本の統治時代の影響を受けたものである。1945年以前の日本では、軍隊や学校が厳格な期数制で運営され、年齢による序列や年功序列が現在よりも厳しかった。この日本軍の期数制の要素が、韓国と北朝鮮の社会に大きな影響を与えた。1945年以降の日本では、日本軍の解体と文民統制の確立により、こうした序列文化はかなり薄れたが、韓国と北朝鮮では、その後の独裁政権の影響下で日本軍の要素が社会の随所に浸透することになった。そのため、韓国と北朝鮮では他国と異なり、頻繁に年齢を尋ねるのが一般的である特に韓国では、日本軍出身の朴正煕が韓国社会の随所に日本軍の悪習を持ち込んだ経緯があり、1987年の民主化後もその名残が多く残っているために生じている現象である。

一般的に使用される6種類の発話体は、丁寧さのレベルが低いものから高いものへ順に次の通りである。
1. 普通体 （해라/ヘラ体）
  - フォーマル
  - 親密体を使用する場合よりも、話者と聞き手の間の社会的距離が大きいことを示す
  - 一般的な読者のために書くときに一般的に使用される
  - 一般的に書き言葉で使用されるが、話し言葉で使用されるときは感嘆を表す
2. パンマルまたは親密体 （해/ヘ体）
  - 非公式
  - 通常、親しい友人、親から子供、比較的年上の話者から子供、子供から子供、または同じ年齢の若者によって使用される
  - 最近、多くの子供が両親にパンマルを使用している
3. 近親体 （하게/ハゲ体）
  - パンマル体よりもフォーマル
  - 話し手が聞き手に配慮と礼儀を持って接することを示す
  - 通常、聞き手の年齢または社会的ランクが話者よりも低い場合に使用される（例、話者が30歳以上で、聞き手が大学生の年齢の場合）
  - 近親体は一般に、話し手が権威を示していることを意味する
  - 一般的に男性の権威と関連が強いため、女性は近親体をめったに使用しない
  - 通常、高齢者が使用し、ほとんどの人は日常言語で使用しなくなりつつある
4. セミフォーマル または非敬体 （하오/ハオ体）
  - 近親体よりも中立的な丁寧さでよりフォーマル
  - 劣等な立場にある人（例：年齢や社会的地位）に対して使用される
  - 話し手は、社会的階層がわかっており話し手と比較して特に低層ではない疎遠な人との間でセミフォーマル体を使用する
  - これは一般に高齢者が使用し、ほとんどの人は日常言語で使用しなくなりつつある
  - 若者がセミフォーマル体を使用する場合、ユーモラスな感覚も表しており、深刻な状況には適さないと考えられている
5. 丁寧体 （해요/ヘヨ体）
  - 非公式だが丁寧
  - 通常、相手が目上である場合に使用される（例：子供から両親へ、学生から教師へ）
  - これは最も一般的な音声スタイルであり、見知らぬ人の間で一般的に使用される
6. フォーマルまたは 尊敬体 （합쇼/ハプショ体）
  - 最も控えめで敬意を持って目上に対応するために使用
  - 一般に、多数の聴衆に届けられるスピーチ、ニュースレポート、ラジオ放送、ビジネス、および公式のディスカッションで使用される
  - ほとんどの場合、書籍は普通体（ヘラ体）またはフォーマル体（ハプショ体）で書かれている
  - 状況によっては、話したい人が伝えたい状況や雰囲気に応じて、話し手が礼儀正しい形式と形式的な形式を切り替える場合がある[37]。

これらの6つのスピーチスタイルは、敬語レベルと非敬語レベルに分けられることがある。丁寧な2つのスタイル（ヘヨ体、ハプショ体）は敬語レベルに、残りは非敬語レベルに分類される。シュトラウスとウンによると、敬語レベルは「比較的対等な、親密でない大人の間で典型的に使用される」。対照的に、非敬語レベルは通常、親しい人、グループ内のメンバー、または「話し手から聞き手への下向きの方向」で使用される。

### 中国語
用言に丁寧形が存在するのは、アルタイ語族的な特徴とされる。アルタイ語族ではなくシナ・チベット語族に属し、孤立語である中国語では丁寧語は発達しておらず、「です・ます」に相当する体系的な丁寧形は存在しない。しかし、名詞における敬語は発達しており、尊敬表現としての「貴」「尊」「令」、謙譲表現としての「敝」「拙」などの接頭辞がある。例としては、貴姓（お名前）、貴庚（ご年齢）、貴體（お体）、貴名（お名前）、貴府（お宅）、尊夫人（奥方様）、令尊（お父様）、令堂（お母様）、令郎（ご子息）、敝國（自国の謙称）、敝眷（自分の家族の謙称）、敝公司（弊社）、拙作（自作の謙称）、拙見（自分の意見の謙称）、拙夫/賤内（自分の夫/妻の謙称）、寒舍（自宅の謙称）などがある。
その他、「お名前は？」を意味する「您貴姓?」で使われる「您」は、二人称「你」（nǐ）の敬語形である（「您」（nín）が公式、「你」（nǐ）が非公式）。また、「歡迎光臨」（いらっしゃいませ）の「光臨」は、「來」（来る）の尊敬語である。
市場経済導入後の中国大陸では、何かを依頼したり働きかけたりする際に、「…してください」よりも丁寧な「…することは可能ですか？」というニュアンスを持たせるため、英語の "Can you ... ?" や "May I ... ?" に相当する「能不能」（néng bu néng）や「可不可以」（kě bu kě yǐ）を用いた疑問文が多用されるようになっている。